# Blato (okręg zlatiborski)
Blato (cyr. Блато) – wieś w Serbii, w okręgu zlatiborskim, w gminie Sjenica. W 2011 roku liczyła 46 mieszkańców.